# Bartomeu Cabot Perelló
Bartomeu Cabot Perelló (Palma, Mallorca, 1949) és un pintor, dibuixant i artífex d'accions artístiques. És un membre destacat de la Nova Plàstica Mallorquina.
Cabot es formà a l'Escola d'Arts i Oficis de Palma a partir del 1964 i entrà en contacte amb joves artistes mallorquins compromesos ideològicament amb una voluntat de canvi, lligant-se a les tendències conceptuals. Participà en la fundació del grup Bes el 1970 i el 1973 exposà a la galeria 4 Gats de Palma a la mostra Ensenya 1. El 1974 participà en la creació del grup Criada 74, que abandonà uns anys després arran d'una polèmica interna. El 1975 es convertí en membre de l'equip editor de la publicació Neon de Suro, juntament amb els germans Andreu i Steva Terrades i amb Sara Gibert, i es participà en totes les exposicions en què es presentà la publicació fins al 1982. El 1976 convertí l'estudi que compartia amb Joan Palou en el grup Taller Llunàtic, amb el qual participà en accions i happenings de caràcter provocador que tenien la intenció de renovar el panorama cultural de Mallorca dominat aleshores per l'oficialisme més ranci. El Museu d'Art Contemporani de Barcelona, MACBA, té exemplars de Neon de Suro i Correu de son Coc, publicació de divulgació de l'ideari del Taller Llunàtic.